# Caridina spinalifrons
Caridina spinalifrons е вид десетоного от семейство Atyidae.

## Разпространение
Видът е разпространен в Китай (Хунан).